# František Fadrhonc
František Fadrhonc (Nimburg, 1914. december 18. – Nicosia, Ciprus, 1981. október 9.) cseh labdarúgóedző, a holland válogatott szövetségi kapitánya (1970–1973).

## Pályafutása
1949 és 1974 között Hollandiában dolgozott edzőként. 1949 és 1956 között a Willem II vezetőedzője volt. A tilburgi csapattal két holland bajnoki címet nyert. 1956 és 1962 között az SC Enschede, 1962 és 1972 között a Go Ahead Eagles szakmai munkáját irányította. 1970-ben a holland válogatott szövetségi kapitánya lett. Az 1974-es világbajnokságra sikeresen kijutott a csapattal. 1974-ben Rinus Michels vette át a válogatott irányítását, de segédedzőként tovább dolgozott az együttessel a világbajnokságon is.
1974 és 1977 között a görög AÉK, 1978–79-ben a Panahaikí, 1980–81-ben a ciprusi Keravnósz vezetőedzője volt.

## Sikerei, díjai
Willem II
- Holland bajnokság
  - bajnok (2): 1951–52, 1954–55

## Statisztika

### Mérkőzései holland szövetségi kapitányként
| Hollandia | Hollandia            | Hollandia                      | Hollandia     | Hollandia | Hollandia     | Hollandia    | Hollandia | Hollandia |
| #         | Dátum                | Helyszín                       | Hazai         | Eredmény  | Vendég        | Kiírás       | Gólok     | Esemény   |
| --------- | -------------------- | ------------------------------ | ------------- | --------- | ------------- | ------------ | --------- | --------- |
| 1.        | 1970. október 11.    | Rotterdam, Feijenoord Stadion  | Hollandia     | 1 – 1     | Jugoszlávia   | Eb-selejtező | -         |           |
| 2.        | 1970. november 11.   | Drezda, Rudolf Harbig Stadion  | NDK           | 1 – 0     | Hollandia     | Eb-selejtező | -         |           |
| 3.        | 1970. december 2.    | Amszterdam, Olimpiai Stadion   | Hollandia     | 2 – 0     | Románia       | barátságos   | -         |           |
| 4.        | 1971. február 24.    | Rotterdam, Feijenoord Stadion  | Hollandia     | 6 – 0     | Luxemburg     | Eb-selejtező | -         |           |
| 5.        | 1971. április 4.     | Split, Stadion pod Marjanom    | Jugoszlávia   | 2 – 0     | Hollandia     | Eb-selejtező | -         |           |
| 6.        | 1971. október 10.    | Rotterdam, Feijenoord Stadion  | Hollandia     | 3 – 2     | NDK           | Eb-selejtező | -         |           |
| 7.        | 1971. november 17.   | Eindhoven, Philips Sportpark   | Luxemburg     | 0 – 8     | Hollandia     | Eb-selejtező | -         |           |
| 8.        | 1971. december 1.    | Amszterdam, Olimpiai Stadion   | Hollandia     | 2 – 1     | Skócia        | barátságos   | -         |           |
| 9.        | 1972. február 16.    | Pireusz, Karaiszkákisz Stadion | Görögország   | 0 – 5     | Hollandia     | barátságos   | -         |           |
| 10.       | 1972. május 3.       | Rotterdam, Feijenoord Stadion  | Hollandia     | 3 – 0     | Peru          | barátságos   | -         |           |
| 11.       | 1972. augusztus 30.  | Prága, Stadion Letná           | Csehszlovákia | 1 – 2     | Hollandia     | barátságos   | -         |           |
| 12.       | 1972. november 1.    | Rotterdam, Feijenoord Stadion  | Hollandia     | 9 – 0     | Norvégia      | vb-selejtező | -         |           |
| 13.       | 1972. november 19.   | Antwerpen, Bosuilstadion       | Belgium       | 0 – 0     | Hollandia     | vb-selejtező | -         |           |
| 14.       | 1973. március 28.    | Bécs, Práter Stadion           | Ausztria      | 1 – 0     | Hollandia     | barátságos   | -         |           |
| 15.       | 1973. május 2.       | Amszterdam, Olimpiai Stadion   | Hollandia     | 3 – 2     | Spanyolország | barátságos   | -         |           |
| 16.       | 1973. augusztus 22.  | Amszterdam, Stadion De Meer    | Hollandia     | 5 – 0     | Izland        | vb-selejtező | -         |           |
| 17.       | 1973. augusztus 29.  | Deventer, De Adelaarshorst     | Izland        | 1 – 8     | Hollandia     | vb-selejtező | -         |           |
| 18.       | 1973. szeptember 12. | Oslo, Ullevaal Stadion         | Norvégia      | 1 – 2     | Hollandia     | vb-selejtező | -         |           |
| 19.       | 1973. október 10.    | Rotterdam, Feijenoord Stadion  | Hollandia     | 1 – 1     | Lengyelország | barátságos   | -         |           |
| 20.       | 1973. november 18.   | Amszterdam, Olimpiai Stadion   | Hollandia     | 0 – 0     | Belgium       | vb-selejtező | -         |           |
|           | Összesen             |                                |               | –         | mérkőzés      |              | –         | gól       |